# شيوي تشي موه
شيوي تشي موه (15 يناير 1897-19 نوفمبر 1931) ولد في بمقاطعة تشه جيانغ مدينة هاي نينغ، له عدة أسماء أصلية منها، جانغ شيوي، يو سن، حتى تبدل اسمه في النهاية ليصبح شيوي تشي موه. يحمل اسمًا أدبيًا يُدعى نان خو، ويون تشونغ أ. يُعد تشي موه أحد الشعراء المُعاصرين بجمعية القمر الجديد الأدبية، بالإضافة لكونه كاتب نثري مرموق. كما أنه ابن عمة كاتب روايات فنون الدفاع عن النفس الشهير جين تونغ. وٌلد تشي موه لعائلة أرستقراطية.
ذهب ذلك للدراسة بإنكلترا مُسبقًا، كان شخص يسعى للحب والجمال، والحرية، وهذا ما ألهمه لكتابة أعماله الأدبية. دعا تشي موه إلى مقياس شعري جديد، وقدّم مساهمات كثيرة إبان تطور الشعر الصيني الحديث. كوّن مع كلًا من (هو شي، تشن يوان، ون يي دوا) جمعية أدبية تُدعى القمر الجديد عام 1923.

## حياته
وٌلد لعائلة أرستقراطية، كان والده يُدعى شيوي شن رو، وأُطلق على والده لقب (غني أغنياء مدينة شيا شي)، وذلك لإمتلاكه مصنع مربى الفراولة، ومحطة توليد طاقة كهربائية، ومكان مخصص لصناعة الحرير، بالإضافة إلى بنك خاص في شنغهاي.
التحق تشي موه بالمدرسة منذ عام 1900، وبعدها بسبع سنوات التحق بالمدرسة الإعدادية، ونشر حينها أول بحث له بالمرحلة الإعدادية في الطبعة الأولى من المجلة المدرسية (صوت الأصدقاء) تحت عنوان «الرواية وعلاقتها بالمجتمع»، حيث تناول فكرة تأثير الرواية على كافة مناحي المجتمع، وكان هذا أول عمل أدبي يُنشر له. نشر بعد ذلك مقال بعنوان «الرعد وتاريخ الكرة الأرضية».
التحق تشي موه بعدة جامعات مختلفة أولها جامعة شغنهاي هو جيانغ، وجامعة تيان جين بي يانغ، ثم جامعة بكين. وفي عام 1918، عاد إلى إنجلترا لدراسة الماليات البنكية، وحصل على درجة البكالوريوس مع مرتبة الشرف من الدرجة الأولى. وفي نفس العام، بدأ بالدراسة في كلية الدراسات العليا بجامعة كولومبيا في نيويورك حيث التحق بقسم الاقتصاد. وفي عام 1921، ذهب للدراسة في جامعة كامبريدج بالمملكة المتحدة، حيث اختص بالبحث في علم الاقتصاد السياسي. ولشدة تأثره بالتعليم الغربي والرومانسية الأوروبية، والشعراء الجماليين. وضع أسلوبه الشعري الرومانسي. وأسس عام 1923 جمعية القمر الجديد الأدبية مع مجموعة من المٌبدعين أمثال؛ هو شي، تشن يوان، ون يي دوا، وليانغ شي تشيو. وفي عام 1924 أصبح أستاذًا في جامعة بكين. وبعدها بعامين شغل منصب أستاذ في جامعة قوانغ هوا، الاسم الأسبق لجامعة شرق الصين للمعليمن.

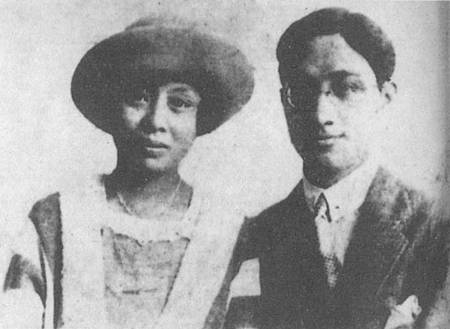
شيوي تشي موه وزوجته

تزوج من تشانغ يو يي، رائدة الأعمال والأخت الصغرى للسياسي والفيلسوف الصيني تشانغ جيون ماي.

## أهم أعماله الشعرية
- ليلة في فلورينس
- وداعًا جامعة كامبريدج
- مُصادفة
- راهب بوذي مُتجوّل

## أهم مجموعاته النثرية
- الأوراق المٌتساقطة
- مقتطفات من باريس
- الخريف

## وفاته
تٌوفى تشي موه عام 1931 إثر حادث اصطدام طائرته بجبل بفعل الضباب الكثيف.